# Katia de Queirós Mattoso
Pour les articles homonymes, voir Queiros et Mattoso.
Katia Mytilineou de Queiros Mattoso (née Kyriacoula Katia Demetre Mytilineou à Volos le 15 avril 1931 et morte à Paris le 11 janvier 2011) est une historienne grecque, formée en Suisse puis en France où elle a obtenu son doctorat d’État en Sorbonne en 1986 (Au Nouveau Monde: une province d'un nouvel empire: Bahia au XIXe siècle).

## Biographie
Elle a longtemps enseigné au Brésil, à Salvador (Bahia), de 1963 à 1988. Elle a profondément marqué de ses travaux l'historiographie du Brésil colonial, étant l'auteur d'ouvrages de références, sur l'esclavage en particulier.
Professeur à l’Université de Paris-Sorbonne (Paris IV) à partir de 1988, elle a été la première titulaire de la chaire de l’Histoire du Brésil, animant plusieurs années durant un séminaire d'histoire moderne avec Denis Crouzet. Elle a créé en Sorbonne en 1995 le Centre d'études sur le Brésil avec Idelette Muzart (alors maîtresse de conférences en langue et culture brésilienne à l'université de Paris X Nanterre) et Denis Rolland (alors maître de conférences en histoire à l'université de Rennes 2). L'historien brésilien spécialiste de la traite esclavagiste Luis Felipe de Alencastro lui a succédé.
Elle est l’auteur de nombreux ouvrages et articles dont Être esclave au Brésil, Bahia século XIX. Uma Provincia no Império (1992), Familia e sociedade na Bahia no século XIX (l988), Da revolução dos alfaiates à riqueza dos baianos (2004).
Son dernier livre publié en France a été un recueil d'articles Les inégalités socio-culturelles au Brésil (L'Harmattan, 2006).
Elle est au cœur d'un important livre d'hommage montrant son rayonnement scientifique international, Pour l'histoire du Brésil, Mélanges offerts à K. de Queiros Mattoso (François Crouzet, Denis Rolland, Philippe Bonnichon org., L'Harmattan).
Un colloque a été organisé par Charlotte de Castelnau L'Estoile en Sorbonne en octobre 2024, consacré au Centre d'études sur le Brésil qu'elle a fondé en Sorbonne en 1995 avec Idelette Muzart Fonseca dos Santos et Denis Rolland.
Elle a été nommée citoyenne d'honneur de la ville de Salvador de Bahia en 1987 puis citoyenne d'honneur de l’État de Bahia en 1990. Elle meurt à Paris  et a été inhumée en Grèce dans sa ville natale,.

## Publications
- Presença Francesa no Movimento Democrático Baiano de 1798 (1969)
- Dirigentes Industriais na Bahia. Vida e carreira profissional (1975)
- Textos e documentos para o estudo da história contemporânea (1789-1963) (1977)
- Bahia: a cidade do Salvador e seu mercado no século XIX (1978)
- Família e Sociedade na Bahia do Século XIX (1988)
- Être esclave au Brésil (1982, 2e édition 1994, L’Harmattan)
- Bahia, Século XIX: Uma Província no Império (1992)
- Mémoires et identités au Brésil, coord. avec Idelette Muzart et Denis Rolland (1996)[11]
- Les femmes dans la ville, coord. avec Idelette Muzart et Denis Rolland (1997)[12]
- Esclavages,histoire d'une diversité de l'océan Indien à l'Atlantique sud, coord. avec Idelette Muzart et Denis Rolland (1998)[13]
- Naissance du Brésil moderne, coord. avec Idelette Muzart et Denis Rolland (1998)[14]
- Matériaux pour une histoire culturelle du Brésil, coord. avec Idelette Muzart et Denis Rolland (1999)[15]
- L'Angleterre et le Monde - XVIIIe – XXe siècles - L'histoire entre l'économique et l'imaginaire. Hommage à François Crouzet (1999)[16]
- Une histoire du Brésil, pour comprendre le Brésil contemporain, avec Paulo Roberto de Almeida (2002)[17]
- Le noir et la culture africaine au Brésil, coord. avec Idelette Muzart et Denis Rolland (2003)[18]
- Da Revolução dos Alfaiates à Riqueza dos Baianos no Século XIX - Itinerário de Uma Historiadora (2004)
- Les Inégalités socio-culturelles au Brésil - XVIe – XXe siècle (2006)